# メカドッグ
メカドッグは、かつて浅井企画に所属していた日本のお笑いコンビ。

## メンバー
- 杉山 英司（すぎやま えいじ、1973年8月24日 - ）
  - 愛知県出身、血液型B型、ボケ担当、名古屋NSC2期生。
  - メカドッグ解散後はピン芸人となり、「杉山えいじ」の芸名を経て、2011年11月21日以降は「スギちゃん」に改名して活動している。
- 沢原 宣之（さわはら のりゆき、1974年9月2日 - ）
  - 静岡県出身、血液型A型、ツッコミ担当、名古屋NSC2期生。
  - 苗字の戸籍上の表記は「澤原」である[1]。
  - メカドッグ解散後は、イベント企画運営事業の「SR企画」を創業。「さわはらさん」名義でフリーの作家として活動している。

## 来歴
それぞれ名古屋吉本（よしもとクリエイティブ・エージェンシー東海支社）に所属していた、元『フランクフルト』の杉山、元『はらはら時計』の沢原とで結成。コンビを結成して上京し、浅井企画に所属する。更に改名を何度もしている。1回目は「霊血サンデー」、2回目は「機械犬」（メカドッグと読む）。コンビ名の由来は、沢原がプログラムの資格を持っている事、杉山が犬に3回ほど襲われて噛まれたことがあるという経験による。

## 出演

### テレビ
- 雷波少年（日本テレビ）- 「雷波少年系ゴミ生活（の旅）」
- 笑いの巨人（日本テレビ、2002年9月）
- 爆笑オンエアバトル（NHK総合）戦績5勝4敗 最高497KB
- お笑いカウントダウンTV（TBSテレビ、2004年5月）
- お笑い登龍門（フジテレビ、第29回）
- 大笑点（日本テレビ）- 「サバイバル大喜利 笑点への道」
- 電波少年的放送局
他